# Giulietta Simionato

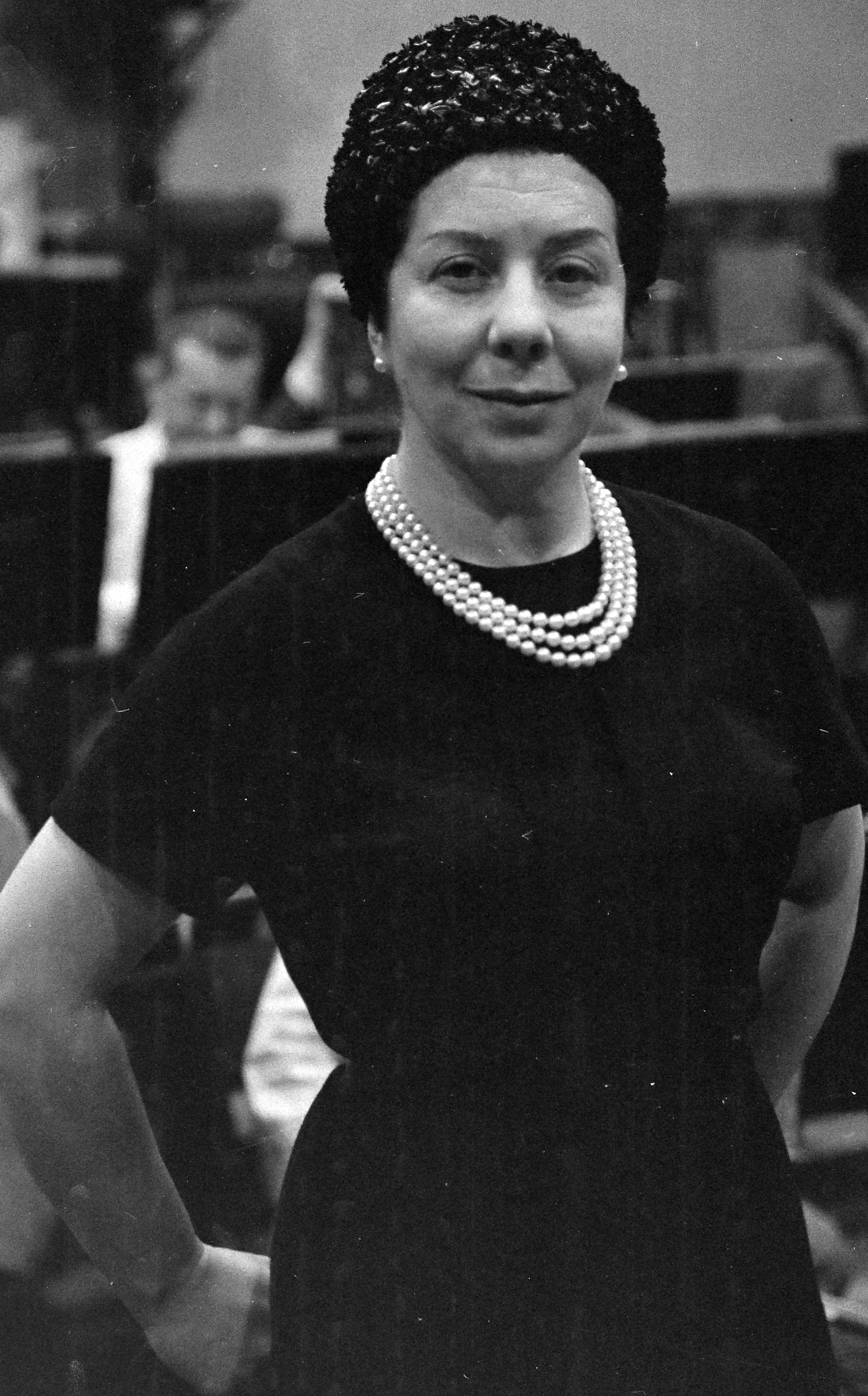
Giulietta Simionato (1962)

Giulietta Simionato (* 12. Mai 1910 in Forlì, Emilia-Romagna; † 5. Mai 2010 in Rom) war eine italienische Opernsängerin mit den Stimmlagen Mezzosopran und Alt.

## Leben
Simionato verbrachte einen Großteil ihrer Kindheit auf Sardinien. Ihr Vater war Venezianer, ihre Mutter Sardin. Schon früh wurde ihre musikalische Begabung entdeckt. Ersten musikalischen Unterricht erhielt sie in Rovigo, bei Ettore Locatello, dem dortigen Leiter der Stadtkapelle. Später nahm sie außerdem Gesangsunterricht bei Guido Palumbo in Mailand.
1927 stand Simionato erstmals auf der Bühne, am Teatro Sociale in Rovigo, in der heute völlig vergessenen komischen Oper Nina non fare la stupida von Giorgio Giacchetti. Ihr semiprofessionelles Operndebüt erfolgte 1928 in Montagnana bei einer lokalen Opernkompagnie als Lola in Cavalleria rusticana. 1935 gewann sie einen Belcanto-Wettbewerb in Florenz. 1935 gab Simionato ihr offizielles Operndebüt, ebenfalls in Florenz, im Rahmen des Maggio Musicale Fiorentino, in der Uraufführung der Oper L'Oro von Ildebrando Pizzetti.
1936 wurde Simionato als Anfängerin an die Mailänder Scala verpflichtet. Sie debütierte dort 1936 als Blumenmädchen in Richard Wagners Parsifal. 1937 sang sie in der Uraufführung der Oper La morte di Frine von Lodovico Rocca. In der Folgezeit sang Simionato an der Scala allerdings nur kleine Rollen. Die großen Rollen konnte sie teilweise miteinstudieren; sie war jedoch in der Regel immer nur als Zweitbesetzung (doppia) vorgesehen. Als kurzfristige Einspringerin sang sie allerdings bereits auch in dieser Zeit größere Rollen, u. a. La Cieca in La Gioconda, Suzuki in Madama Butterfly, Maddalena in Rigoletto, Meg Page in Falstaff, Hänsel in Hänsel und Gretel (1942) und Cherubino in Le nozze di Figaro (1944).
Nach dem Zweiten Weltkrieg begann ihre eigentliche Karriere an der Mailänder Scala. 1947 sang sie dort die Titelrolle in Mignon von Ambroise Thomas und die Dorabella in Così fan tutte. 1948 folgte die Rubria in der Oper Nerone von Arrigo Boito unter der musikalischen Leitung von Arturo Toscanini. 1950 übernahm sie die Charlotte in Jules Massenets Oper Werther mit Tito Schipa als Partner. Weitere wichtige Rollen an der Scala waren 1954 die Angelina in La Cenerentola, 1955 die Isabella in L’Italiana in Algeri, im Mai 1955 die Santuzza in Cavalleria rusticana, im April 1957 die Giovanna Seymour in Anna Bolena an der Seite von Maria Callas, im April 1958 ebenfalls die Giovanna Seymour diesmal an der Seite von Leyla Gencer, 1960 die Dido in Les Troyens und 1962 die Valentine in Die Hugenotten.
Sie trat mehrfach in der Arena di Verona auf. 1948 sang sie dort die Rosina in Der Barbier von Sevilla. 1954/1955, und nochmals 1963, sang sie die Amneris in Aida. 1957/1958 folgte die Adalgisa in der Oper Norma von Vincenzo Bellini, mit Franco Corelli als Pollione und Anita Cerquetti in der Titelrolle. 1960 war sie dort die Santuzza. 1961 und 1965 sang sie in Verona die Titelrolle in Carmen.
Regelmäßig trat Giulietta Simionato auch bei den Salzburger Festspielen auf. Sie sang dort 1957 die Mrs. Quickly in Falstaff, 1958 die Eboli in Don Carlo, 1959 den Orfeo in Christoph Willibald Glucks Orfeo ed Euridice, sowie 1962/1963 die Azucena in Il trovatore. Außerdem übernahm sie 1962 das Alt-Solo im Verdi-Requiem in einer Aufführung mit den Berliner Philharmonikern unter der Leitung von Herbert von Karajan und mit Leontyne Price, Giuseppe Zampieri und Nikolaj Gjaurow in den weiteren Solo-Partien.
Simionato gastierte seit 1957 auch an der Wiener Staatsoper. Sie trat dort bis 1965 in 11 verschiedenen Partien in über 130 Vorstellungen auf. Sie sang dort Amneris, Azucena, Carmen, Santuzza, Cherubino, Mrs. Quickly, Eboli, Maddalena, wiederum Glucks Orfeo und außerdem die Preziosilla in Die Macht des Schicksals und die Ulrica in Un ballo in maschera. 1959 wurde Simionato an die Metropolitan Opera in New York verpflichtet, wo sie am 26. Oktober 1959 unter Fausto Cleva als Azucena debütierte. In weiteren vier Spielzeiten sang sie dort bis 1965 in insgesamt 20 Vorstellungen. Sie war dort außerdem als Amneris, Santuzza und Rosina zu hören. Simionato gastierte unter anderem an der Covent Garden Opera in London (1953, 1964 als Adalgisa, Amneris und Azucena), an der Grand Opéra in Paris, am Teatro Colón in Buenos Aires und an der Bayerischen Staatsoper in München.
1966 verabschiedete sich Simionato an der „Piccola Scala“ in der vergleichsweise kleinen, für sie völlig untypischen lyrischen Sopranrolle der Servilia in Wolfgang Amadeus Mozarts Oper La clemenza di Tito von der Opernbühne.
Nach ihrem Abschied von der Opernbühne war Giulietta Simionato als Gesangslehrerin und als Jury-Mitglied bei diversen Gesangswettbewerben tätig. 1982 überreichte sie beim Internationalen Gesangswettbewerb in Budapest der jungen Liedsängerin Georgina von Benza nach der Preisverleihung einen Sonderpreis: „Sie nahm ihre Perlenkette und legte sie, wie ein imaginäres Ordensband, der jungen Sängerin um den Hals.“ Zu ihren Schülern gehörten unter anderem Shirley Verrett, die bei Simionato ihre Koloraturtechnik schulte, Helga Müller-Molinari, Lubomir Videnov und Paata Burchuladze.
1984 wirkte sie in dem Dokumentarfilm Il Bacio di Tosca mit und erzählte vor der Kamera noch einmal über ihre Karriere. Dabei blickte sie ohne Nostalgie und ohne falsche Sentimentalität auf ihr Sängerleben zurück. 1999 folgte ein weiterer Dokumentarfilm, Opera Fanatic von Jan Schmidt-Garre, in dem Simionato ebenfalls gemeinsam mit anderen wichtigen italienischen Opernsängerinnen des 20. Jahrhunderts in einem Interview zu sehen ist. In einer Dokumentation der RAI von 2007 berichtete Simionato nochmals über die Anna Bolena-Aufführungen 1957 und ihre Begegnungen mit Maria Callas.
Giulietta Simionato war insgesamt dreimal verheiratet. Ihr erster Ehemann war Violinist an der Mailänder Scala. 1965 heiratete sie den bekannten italienischen Arzt Cesare Frugoni. Nach dessen Tod 1996 heiratete sie erneut, diesmal einen langjährigen Freund und guten Bekannten. In den 1950er Jahren hatte sie eine längere Affäre mit dem italienischen Bariton Mario Petri.
Lange Jahre lebte Simionato in Mailand, wo sie auch im Ruhestand rege am Musikleben der Stadt teilnahm. Simionato lebte zuletzt, bei weitgehend guter Gesundheit und geistiger Aktivität, in Rom. Simionato verstarb eine Woche vor ihrem einhundertsten Geburtstag in Rom.

## Stimme
Simionatos Stimme zeichnete sich durch ihr dunkles Timbre, eine phänomenale Gesangstechnik und ihren weiten Stimmumfang aus. Dies erlaubte es ihr, sowohl die dramatischen Mezzosopran-Partien in den Opern von Giuseppe Verdi als auch die schwierig zu interpretierenden Rollen für Koloratur-Alt in den Opern von Gioachino Rossini zu übernehmen. Darin galt sie allgemein als legitime Nachfolgerin von Conchita Supervía. Von einigen Musikwissenschaftlern wurde allerdings darauf hingewiesen, dass ihre Mittellage hingegen „relativ schwach“ sei. Kritiker beschrieben Simionato deshalb häufig als „Sängerin mit zwei Stimmen“: mit einer teilweise fast sopranhaften hohen Lage einerseits und einem ausgeprägten tiefen Register andererseits. Ihre sichere Beherrschung der italienischen Stimmtechnik ermöglichte Simionato eine starke Ausdrucksintensität in ihren Rollen, ohne dass dies jedoch auf Kosten der Gesangslinie ging.